# Мельцер-Шафран Віктор Володимирович
Віктор Володимирович Мельцер-Шафран (30 липня (12 серпня) 1914 року - 1998 рік) - радянський і російський учений, доктор технічних наук, професор. Спеціаліст в області теорії і технології прокатного виробництва. Автор понад ста наукових робіт і багатьох винаходів .

## Біографія
Народився 30 липня 1914 року в місті Полтава.

### Освіта
У 1941 році закінчив Дніпродзержинський металургійний інститут (нині Дніпровський державний технічний університет) за фахом «інженер-металург». Став членом ВКП (б). 
У 1953 році в Магнітогорському гірничо-металургійному інституті (МГМИ, нині Магнітогорський державний технічний університет) захистив кандидатську дисертацію на тему «Випередження при прокатці високих смуг», з цього ж року - доцент кафедри обробки металів тиском .
На початку 1970-х років захистив докторську дисертацію на тему «Теоретичне і експериментальне дослідження профілю смуг при безперервної тонколистовой гарячої прокатки». Отримав вчене звання професора.

### Діяльність
З 1944 року працював в МГМИ. З 1972 року він був професором кафедри обробки металів тиском. 
У 1950-ті роки він вперше встановив наявність позитивного і негативного випередження при прокатці. Їм були розроблені методики розрахункового визначення профілювання валків тонколистового стану гарячої прокатки.
У 1970-х роках Мельцер-Шафран виконав кілька науково-дослідних робіт з удосконалення технології гарячої широкосмугового прокатки і обладнання широкосмугових станів. 
У 1980-і роки він заснував власну наукову школу, де були вирішені теоретичні питання, пов'язані з дослідженням причин виникнення осьових тисків в листопрокатних клітях кварто (кліть з чотирма паралельно розташованими валками) .
Останні роки життя провів у Німеччині. 
Помер у 1998 році.

### Родина
Його син - Мельцер-Шафран Леонід Вікторович теж учений, працює в МГТУ на кафедрі фізики.